# Białowieża
Białowieża (em polonês/polaco: Białowieża; em bielorrusso: Белавежа, Biełavieža, transl. Białowieża) é uma aldeia localizada no distrito administrativo no condado de  Hajnówka, na voivodia da Podláquia, no nordeste da Polônia. Está aproximadamente 21 quilômetros a oeste de Hajnówka e 66 quilômetros a sul da capital regional, Białystok. A aldeia tem uma população de 1830 habitantes.